# Saison 2015 de l'équipe cycliste Roth-Škoda
La saison 2015 de l'équipe cycliste Roth-Škoda est la deuxième de cette équipe continentale.

## Préparation de la saison 2015

### Arrivées et départs
| Arrivées               | Équipe 2014                   |
| ---------------------- | ----------------------------- |
| Miloš Borisavljević    | CCN Metalac                   |
| Alessio Bottura        |                               |
| Michael Bresciani      | General Store Bottoli Zardini |
| Nico Brüngger          | EKZ Racing                    |
| Ricardo Creel          | MG Kvis-Wilier                |
| Silvan Dieterich       | Roth-Felt                     |
| Yannick Eckmann        | California Giant-Specialized  |
| Lukas Jaun             | Roth-Felt                     |
| Tristan Marguet        | RC Olympia Biel               |
| Dylan Page             | Dom Cycle-Merida              |
| Andrea Pasqualon       | Area Zero                     |
| Colin Stüssi           | Roth-Felt                     |
| Temesgen Teklehaimanot | Roth-Felt                     |
| Roland Thalmann        | Roth-Felt                     |
| Giacomo Tomio          | Marchiol-Emisfero-Site        |

| Départs            | Équipe 2015                   |
| ------------------ | ----------------------------- |
| Simone Antonini    | Wanty-Groupe Gobert           |
| Raffaello Bonusi   | General Store Bottoli Zardini |
| Enea Cambianica    | Meridiana Kamen               |
| Marco Filisetti    |                               |
| Enrico Franzoi     |                               |
| Paolo Lunardon     | Amore & Vita-Selle SMP        |
| Antonio Nibali     | Nippo-Vini Fantini            |
| Francesco Sedaboni |                               |
| Andrea Vendrame    | Zalf Euromobil Désirée Fior   |
| Andrea Zanardini   |                               |

## Coureurs et encadrement technique

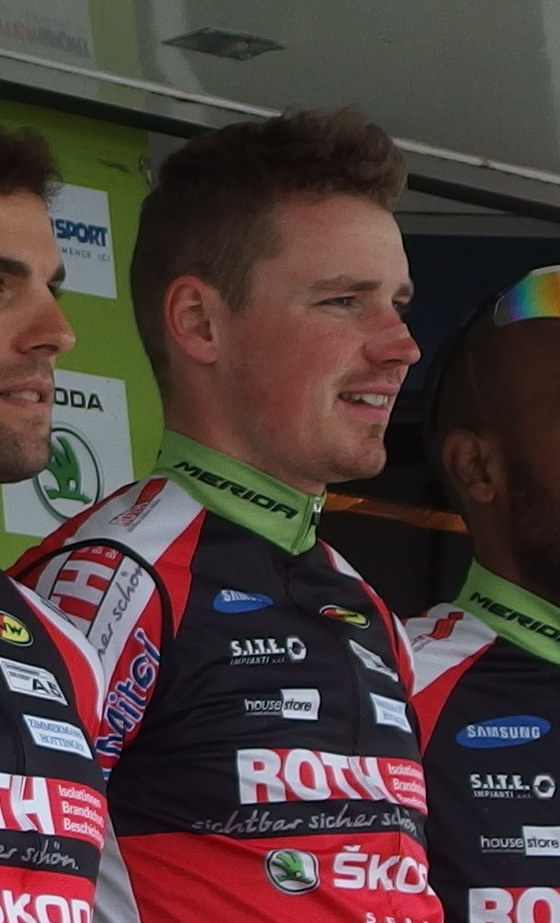
Lukas Jaun.

### Effectif
| Cycliste               | Date de naissance | Nationalité | Équipe 2014                   |  |
| ---------------------- | ----------------- | ----------- | ----------------------------- |  |
| Miloš Borisavljević    | 9 mars 1994       | Serbie      | CCN Metalac                   |  |
| Alessio Bottura        | 29 septembre 1995 | Italie      |                               |  |
| Michael Bresciani      | 6 juin 1994       | Italie      | General Store Bottoli Zardini |  |
| Nico Brüngger          | 2 novembre 1988   | Suisse      | EKZ Racing                    |  |
| Alberto Cecchin        | 8 août 1989       | Italie      | Marchiol Emisfero             |  |
| Ricardo Creel          | 7 février 1992    | États-Unis  | MG Kvis-Wilier                |  |
| Silvan Dieterich       | 28 septembre 1993 | Suisse      | Roth-Felt                     |  |
| Yannick Eckmann        | 30 novembre 1993  | États-Unis  | California Giant-Specialized  |  |
| Lukas Jaun             | 29 juillet 1991   | Suisse      | Roth-Felt                     |  |
| Tristan Marguet        | 22 août 1987      | Suisse      | RC Olympia Biel               |  |
| Gianluca Ocanha        | 28 juin 1994      | Suisse      | Marchiol Emisfero             |  |
| Dylan Page             | 5 novembre 1993   | Suisse      | Dom Cycle-Merida              |  |
| Andrea Pasqualon       | 2 janvier 1988    | Italie      | Area Zero                     |  |
| Colin Stüssi           | 4 juin 1993       | Suisse      | Roth-Felt                     |  |
| Temesgen Teklehaimanot | 3 janvier 1991    | Érythrée    | Roth-Felt                     |  |
| Roland Thalmann        | 5 août 1993       | Suisse      | Roth-Felt                     |  |
| Giacomo Tomio          | 6 juillet 1995    | Italie      | Marchiol-Emisfero-Site        |  |
| Andrea Vaccher         | 21 décembre 1988  | Italie      | Marchiol Emisfero             |  |
| Stagiaire              | Date de naissance | Nationalité | Équipe 2015                   |  |
| Oliver Martin          | 23 juin 1995      | Australie   |                               |  |

## Bilan de la saison

### Victoires
| Date       | Course                                            | Pays     | Classe | Vainqueur           |
| ---------- | ------------------------------------------------- | -------- | ------ | ------------------- |
| 02/06/2015 | Trofeo Alcide Degasperi                           | Italie   | 1.2    | Alberto Cecchin     |
| 05/06/2015 | 1re étape des Boucles de la Mayenne               | France   | 2.1    | Andrea Pasqualon    |
| 19/06/2015 | 2e étape du Tour de Haute-Autriche                | Autriche | 2.2    | Andrea Pasqualon    |
| 26/06/2015 | Championnat de Serbie du contre-la-montre espoirs | Serbie   | CN     | Miloš Borisavljević |
| 28/06/2015 | Championnat de Serbie sur route espoirs           | Serbie   | CN     | Miloš Borisavljević |
| 30/08/2015 | 2e étape du Ronde van Midden-Nederland            | Pays-Bas | 2.2    | Alberto Cecchin     |